# Новониколаевское городское поселение
Новоникола́евское городско́е посе́ление — муниципальное образование в составе Новониколаевского района Волгоградской области России.
Административный центр — рабочий поселок (посёлок городского типа) Новониколаевский.

## История
Новониколаевское городское поселение образовано в соответствии с Законом Волгоградской области от 22 декабря 2004 года  № 975-ОД.

## Население
| 2009    | 2010    | 2012    | 2013    | 2014  | 2015    | 2016    |
| ------- | ------- | ------- | ------- | ----- | ------- | ------- |
| 9357    | ↗10 454 | ↘10 250 | ↘10 039 | ↘9908 | ↗10 042 | ↗10 165 |
| 2017    | 2018    | 2019    | 2020    | 2021  |         |         |
| ↘10 147 | ↘10 036 | ↘9931   | ↗9971   | ↘9592 |         |         |

## Населённые пункты
В состав городского поселения входят 6 населённых пунктов:
| № | Населённый пункт | Тип населённого пункта | Население |
| - | ---------------- | ---------------------- | --------- |
| 1 | Госплодопитомник | посёлок                | 3         |
| 2 | Королевский      | хутор                  | 79        |
| 3 | Новониколаевский | рабочий поселок        | ↘9059     |
| 4 | Орловский        | хутор                  | 234       |
| 5 | Фоминский        | хутор                  | 152       |
| 6 | Чулинский        | хутор                  | 55        |